# Парория
Парория е защитена местност в Странджа, намираща се между селата Калово и Заберново, в долината на реките Заберска и Казански дол. Горите в района на местността са разновъзрастни, с много вековни дъбови дървета, като над 85 % от тях са прехвърлили 120 години. Сред тях се откроява 1000-годишният дъб благун – най-интересното, най-дебелото и вероятно най-възрастното дърво в Странджа. Горските масиви тук са представени главно от вековни благуново-горунови формации. Те са останки от вековните непроходими гори, съществували по тези земи.
Релефът на местността е красиво нагънат и прорязан от Заберска река и Казанска река. В карстовата част на Пазлаците скалите крият много изненади и пещерни образувания. Тук са запазени мегалитни тракийски долмени.
От голям интерес за посетителите от района е легендата за средновековния манастир на Григорий Синаит, откъдето навярно идва и името на цялата местност. На територията на защитена местност Парория се намира параклисът „Света Петка“, за който се предполага, че е построен на мястото на самия Парорийски манастир на Григорий Синаит, свързан и с учението на Теодосий Търновски. Около местността е осеяно с множество параклиси.